# L’Esperance-szikla
A L'Esperance-szikla , korábbi nevén Francia-szikla, az előtti nevén Brind-szikla (William Darby Brind új-zélandi tengerész után) a Kermadec-szigetek legdélibb tagja, Új-Zéland Északi-szigetének irányában. A Curtis-szigettől 80 kilométerre fekszik, valamint a 600 kilométerre található Új-Zéland fő szigeteinek legkeletebbi részétől, az East Capetől. A kicsiny L'Havre-szikla, mely éppenhogy eléri  víz felszínét, mintegy 8 kilométernyire található a L'Esperance-sziklától. A sziget megközelítőleg 250 méter átmérőjű, 70 méterre magasodik a tengerszint fölé legmagasabb pontja és területe 4,8 hektár. A Kermadec-szigeteki Madárvédelmi Terület részét képezi. A Nugent-sziget BirdLife International nevű természetvédelmi szervezet szerint a tengeri madarak fontos fészkelőhelyének számít. Többek között itt költ a (Procelsterna albivitta) számos egyede, valamint az álarcos szula is.

## Fordítás
Ez a szócikk részben vagy egészben  a   L'Esperance Rock című angol Wikipédia-szócikk ezen változatának fordításán alapul.  Az eredeti cikk szerkesztőit annak laptörténete sorolja fel. Ez a jelzés csupán a megfogalmazás eredetét és a szerzői jogokat jelzi, nem szolgál a cikkben szereplő információk forrásmegjelöléseként.